# Dưa bồn bồn
Dưa bồn bồn là một món dưa muối được làm từ phần gốc non của cây bồn bồn ủ trong nước gạo pha muối. Đây là một trong những món ăn đặc trưng của vùng Sóc Trăng, Bạc Liêu, Cà Mau. Khi ăn, dưa bồn bồn thường được chấm nước tương, nước cá kho, thịt kho. Dưa còn được xào cùng tép, thịt, cá, hoặc dùng để nấu canh chua với các loại cá như cá ngác, cá rô, cá bông lau, cá ba sa, cá dứa.